# Eurolega 2023 (hockey in-line)
L'Eurolega 2023 è stata la 16ª edizione della massima competizione europea per squadre di club di hockey in-line. È stata disputata dal 20 al 23 aprile 2023 a Las Palmas de Gran Canaria in Spagna. 
Il Molina si è aggiudicato il trofeo per la prima volta nella sua storia sconfiggendo in finale il Villeneuve-la-Garenne.

## Squadre partecipanti
- Villeneuve-la-Garenne
- Hornets Bisley
- Asiago Vipers
- Milano
- Molina
- Tres Cantos
- Prerov

## Partite

### Prima fase
| Squadra               | Pt | G | V | VR | PR | P | GF | GS | DR  |
| --------------------- | -- | - | - | -- | -- | - | -- | -- | --- |
| Molina                | 12 | 4 | 4 | 0  | 0  | 0 | 33 | 12 | +21 |
| Villeneuve-la-Garenne | 9  | 4 | 3 | 0  | 0  | 1 | 27 | 15 | +12 |
| Tres Cantos           | 9  | 4 | 2 | 1  | 1  | 0 | 18 | 8  | +10 |
| Milano                | 6  | 4 | 2 | 0  | 0  | 2 | 22 | 12 | +10 |
| Asiago Vipers         | 3  | 4 | 1 | 0  | 0  | 3 | 14 | 24 | -10 |
| Prerov                | 2  | 4 | 0 | 1  | 0  | 3 | 12 | 31 | -19 |
| Hornets Bisley        | 1  | 4 | 0 | 0  | 1  | 3 | 8  | 32 | -24 |

| Las Palmas 20 aprile 2023, ore 11:00 UTC+1 | Villeneuve-la-Garenne | 2 – 4 | Molina |  |

| Las Palmas 20 aprile 2023, ore 12:45 UTC+1 | Prerov | 3 – 2 (d.t.s.) | Tres Cantos |  |

| Las Palmas 20 aprile 2023, ore 14:30 UTC+1 | Milano | 10 – 1 | Hornets Bisley |  |

| Las Palmas 20 aprile 2023, ore 19:30 UTC+1 | Molina | 16 – 2 | Prerov |  |

| Las Palmas 20 aprile 2023, ore 21:15 UTC+1 | Hornets Bisley | 2 – 8 | Asiago Vipers |  |

| Las Palmas 21 aprile 2023, ore 11:00 UTC+1 | Milano | 3 – 5 | Tres Cantos |  |

| Las Palmas 21 aprile 2023, ore 12:45 UTC+1 | Hornets Bisley | 3 – 11 | Villeneuve-la-Garenne |  |

| Las Palmas 21 aprile 2023, ore 14:30 UTC+1 | Asiago Vipers | 4 – 8 | Molina |  |

| Las Palmas 21 aprile 2023, ore 17:45 UTC+1 | Villeneuve-la-Garenne | 8 – 6 | Prerov |  |

| Las Palmas 21 aprile 2023, ore 19:30 UTC+1 | Molina | 5 – 4 | Milano |  |

| Las Palmas 21 aprile 2023, ore 21:15 UTC+1 | Tres Cantos | 8 – 0 | Asiago Vipers |  |

| Las Palmas 22 aprile 2023, ore 10:00 UTC+1 | Prerov | 1 – 5 | Milano |  |

| Las Palmas 22 aprile 2023, ore 11:30 UTC+1 | Tres Cantos | 3 – 2 (d.t.s.) | Hornets Bisley |  |

| Las Palmas 22 aprile 2023, ore 13:00 UTC+1 | Asiago Vipers | 2 – 6 | Villeneuve-la-Garenne |  |

### Fase finale

#### Girone 5º posto
| Squadra        | Pt | G | V | VR | PR | P | GF | GS | DR |
| -------------- | -- | - | - | -- | -- | - | -- | -- | -- |
| Prerov         | 6  | 2 | 2 | 0  | 0  | 0 | 14 | 10 | +4 |
| Asiago Vipers  | 3  | 2 | 1 | 0  | 0  | 1 | 11 | 10 | +1 |
| Hornets Bisley | 0  | 2 | 0 | 0  | 0  | 2 | 7  | 12 | -5 |

| Las Palmas 22 aprile 2023, ore 18:15 UTC+1 | Asiago Vipers | 6 – 7 | Prerov |  |

| Las Palmas 23 aprile 2023, ore 11:00 UTC+1 | Prerov | 7 – 4 | Hornets Bisley |  |

| Las Palmas 23 aprile 2023, ore 16:00 UTC+1 | Asiago Vipers | 5 – 3 | Hornets Bisley |  |

#### Semifinali
| Las Palmas 22 aprile 2023, ore 19:45 UTC+1 | Villeneuve-la-Garenne | 6 – 1 | Tres Cantos |  |

| Las Palmas 22 aprile 2023, ore 21:15 UTC+1 | Molina | 7 – 1 | Milano |  |

#### Finale 3º posto
| Las Palmas 23 aprile 2023, ore 14:00 UTC+1 | Tres Cantos | 3 – 4 | Milano |  |

#### Finale 1º posto
| Las Palmas 23 aprile 2023, ore 14:00 UTC+1 | Molina | 5 – 1 | Villeneuve-la-Garenne |  |